# 羅漢竹
羅漢竹（學名：Phyllostachys aurea），又稱布袋竹、佛肚竹、鼓槌竹、姜竹、虎山竹、台湾人面竹、人面竹，粵語稱觀音竹，为禾本科刚竹属下的一个种，分佈於東南亞。它可被栽培为花园的观赏植物。